# Cerro Falso Azufre
Cerro Falso Azufre är ett berg i Argentina, på gränsen till Chile. Det ligger i den nordvästra delen av landet, 1 300 km nordväst om huvudstaden Buenos Aires. Toppen på Cerro Falso Azufre är 5 895 meter över havet.
Terrängen runt Cerro Falso Azufre är kuperad norrut, men söderut är den bergig. Runt Cerro Falso Azufre är det mycket glesbefolkat, med 6 invånare per kvadratkilometer.. Det finns inga samhällen i närheten.
Trakten runt Cerro Falso Azufre är ofruktbar med lite eller ingen växtlighet.